# 生き返った男
『生き返った男』（いきかえったおとこ）は、1986年から1990年までテレビ朝日系「土曜ワイド劇場」で放送されたテレビドラマシリーズ。全3回。主演は三浦友和。

## キャスト
第1作『白の処刑 絞首台から生き返った男 義妹よ 行きずりの情事が俺を殺した』（1986年）
- 石破実（土木作業員） - 三浦友和
- 石破恵美（石破の妹） - 大場久美子
- 大高アヤ子 - 池波志乃
- 桜山記者（新聞記者） - 川崎麻世
- 猪又重一（石破の同僚） - 樋浦勉
- 佐久間登 - 浜田晃
- 半田幸夫（石破の同僚） - 粟津號
- 矢田部係長 - 鶴田忍
- 鮫岡大二郎 - 須藤健
- 刑務所長 - 福山象三
- 看守長 - 長谷川弘
- 剣持金吾 - 小笠原弘
- 江尻刑事 - 青木卓
- 熊倉刑事 - 古田将士
- 刑事局長 - 宮部昭夫
- 保護局長 - 佐伯赫哉
- 矯正局長 - 早川純一
- 飯場の男 - 掛田誠
- 剣持由香 - 桜井美香
- 藤本看守 - 小林尚臣
- 警官 - 海一生、有馬光貴、及川以造
- 監獄医 - 西川敬三郎
- 賄い婦 - 岸井あや子
- 剣持美津江 - 上野綾子
- 阿部満子 - 槇ひろ子
- 花房辰次 - 藤井章人
- 原島洋一 - 斉藤崇
- 検察官 - 若尾義昭
- 半田の飲み仲間 - 大川ひろし
- 検察事務官 - 打出親五
- 宮下主任 - 藤岡重慶
- 魚住部長刑事 - 大坂志郎

第2作『墓場から生きかえった男 二人妻、父親殺しの疑惑の果てに』（1988年）
- 宮崎彰（山岳写真家） - 三浦友和
- 宮崎レイコ（宮崎の妻） - 白都真理
- 山脇洋子（陶芸家） - 田中美佐子
- 宮田例月（祈祷師） - 石橋蓮司
- 宮崎俊光（宮崎の兄） - 角野卓造
- 宮崎源造（宮崎の父） - 中村竹弥
- 中島葵、石橋雅史、鶴岡修、岡本達哉、浅見小四郎、吉村敏、赤坂広人、川田正美、長沢けい子、大島あみ、若尾義昭、有馬光貴、持家俊彰、伊藤龍児

第3作『地底から生き返った男 ホステス殺しは転落した現職刑事か!?』（1990年）
- 飯岡刑事（城西署の刑事） - 三浦友和
- 順子（飯岡の大学の探検部の後輩） - 石野陽子
- 大川純一（城西署の刑事） - 本田博太郎
- クラブのママ - 水原ゆう紀
- 浅井（城西署の捜査課長） - 出光元
- ワタナベ（城西署の刑事） - 山西道広
- 脇坂えりか（ホステス） - 柳綾稀子
- カネコ（城西署の刑事） - 佐藤浩市
- 前島猛（会社社長） - 船渡伸二
- ウエハラ（黒岩の手下） - 片桐竜次
- 黒岩（東亜商事社長） - 戸浦六宏
- コイケ礼子（飯岡の元妻） - 結城しのぶ
- 岡本達哉、佐野大輔、笠原志ずか、河合紘司、上田幸輔、河野智之、矢野月子、大石源吾、広瀬匠、上根周市

## スタッフ
- 原作 - 太田蘭三
- 脚本 - 柏原寛司
- 監督 - 西村潔、黒沢直輔
- 音楽 - 山崎稔、有馬徹とノーチェ・クバーナ
- プロデューサー - 佐久間博、矢崎敬典、八田榮一、岡本悦治
- 制作 - 朝日放送、松竹芸能

## 放送日程
| 話数 | 放送日        | サブタイトル                                                      | 原作         | 脚本     | 監督     | 視聴率 |
| ---- | ------------- | ----------------------------------------------------------------- | ------------ | -------- | -------- | ------ |
| 1    | 1986年3月22日 | 白の処刑 絞首台から生き返った男 義妹よ 行きずりの情事が俺を殺した | 『白の処刑』 | 柏原寛司 | 西村潔   | 22.0%  |
| 2    | 1988年6月25日 | 墓場から生きかえった男 二人妻、父親殺しの疑惑の果てに             |              | 柏原寛司 | 西村潔   | 20.2%  |
| 3    | 1990年7月21日 | 地底から生き返った男 ホステス殺しは転落した現職刑事か!?           |              | 柏原寛司 | 黒沢直輔 | 19.2%  |